# Pomacentrus
Genre
Pomacentrus est un genre de poissons de la famille des Pomacentridae.

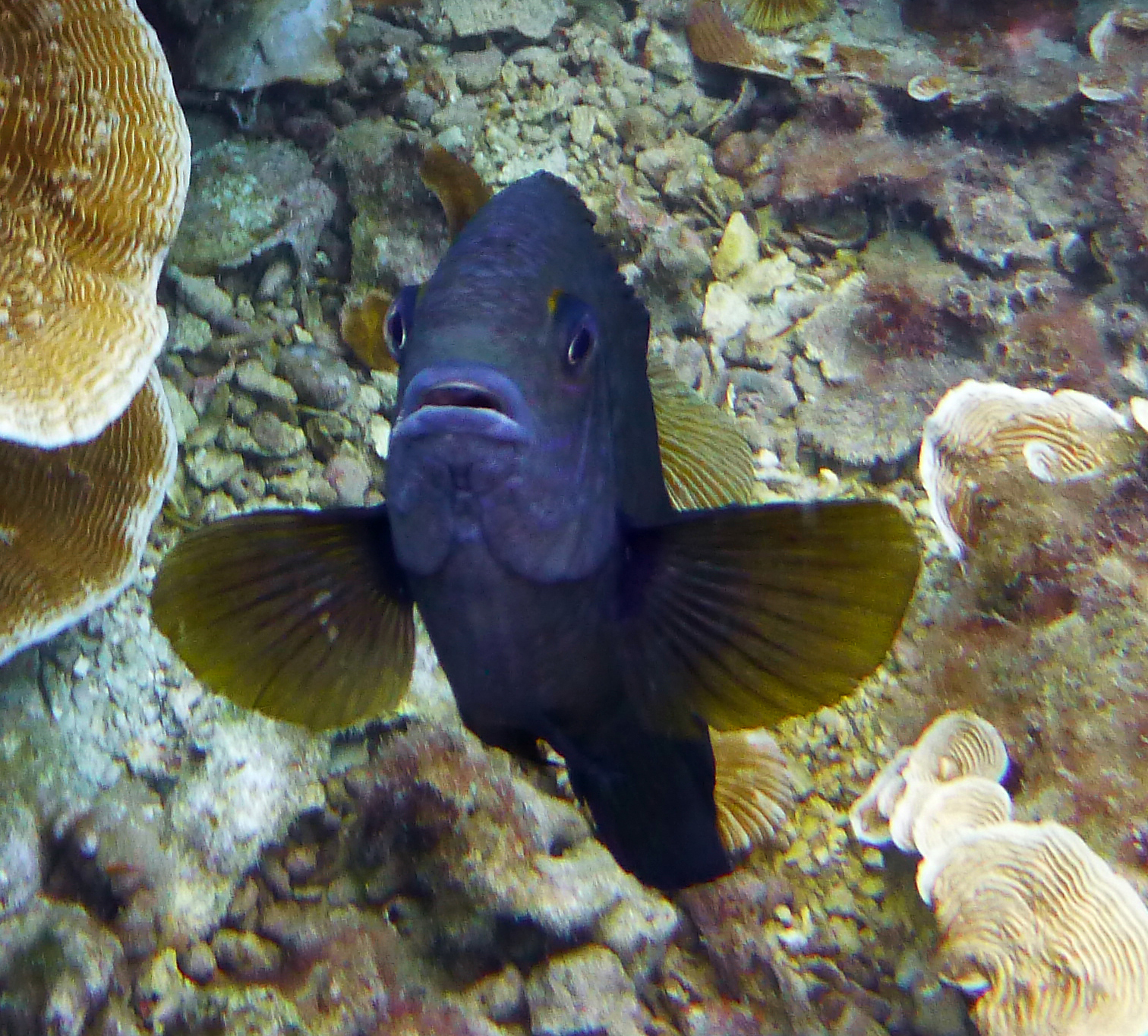
Pomacentrus, île de Ko Tao, Thaïlande

## Liste des espèces
Selon World Register of Marine Species (2019) :
- Pomacentrus adelus Allen, 1991
- Pomacentrus agassizii Bliss, 1883
- Pomacentrus albiaxillaris Allen & Erdmann & Pertiwi, 2017
- Pomacentrus albicaudatus Baschieri-Salvadori, 1955
- Pomacentrus albimaculus Allen, 1975
- Pomacentrus alexanderae Evermann & Seale, 1907
- Pomacentrus alleni Burgess, 1981
- Pomacentrus amboinensis Bleeker, 1868
- Pomacentrus aquilus Allen & Randall, 1980
- Pomacentrus arabicus Allen, 1991
- Pomacentrus armillatus Allen, 1993
- Pomacentrus atriaxillaris Allen, 2002
- Pomacentrus aurifrons Allen, 2004
- Pomacentrus auriventris Allen, 1991
- Pomacentrus australis Allen & Robertson, 1974
- Pomacentrus azuremaculatus Allen, 1991
- Pomacentrus baenschi Allen, 1991
- Pomacentrus bankanensis Bleeker, 1854
- Pomacentrus bellipictus Allen & Erdmann & Hidayat, 2018
- Pomacentrus bintanensis Allen, 1999
- Pomacentrus bipunctatus Allen & Randall, 2004
- Pomacentrus brachialis Cuvier, 1830
- Pomacentrus burroughi Fowler, 1918
- Pomacentrus caeruleopunctatus Allen, 2002
- Pomacentrus caeruleus Quoy & Gaimard, 1825
- Pomacentrus callainus Randall, 2002
- Pomacentrus cheraphilus Allen, Erdmann & Hilomen, 2011
- Pomacentrus chrysurus Cuvier, 1830
- Pomacentrus coelestis Jordan & Starks, 1901
- Pomacentrus colini Allen, 1991
- Pomacentrus cuneatus Allen, 1991
- Pomacentrus emarginatus Cuvier, 1829
- Pomacentrus fakfakensis Allen & Erdmann, 2009
- Pomacentrus flavioculus Allen & Erdmann & Pertiwi, 2017
- Pomacentrus flavoaxillaris Allen & Erdmann & Pertiwi, 2017
- Pomacentrus geminospilus Allen, 1993
- Pomacentrus grammorhynchus Fowler, 1918
- Pomacentrus imitator (Whitley, 1964)
- Pomacentrus indicus Allen, 1991
- Pomacentrus javanicus Allen, 1991
- Pomacentrus komodoensis Allen, 1999
- Pomacentrus lepidogenys Fowler & Bean, 1928
- Pomacentrus leptus Allen & Randall, 1980
- Pomacentrus limosus Allen, 1992
- Pomacentrus littoralis Cuvier, 1830
- Pomacentrus maafu Allen & Drew, 2012
- Pomacentrus melanochir Bleeker, 1877
- Pomacentrus micronesicus Liu & Ho & Dai, 2013
- Pomacentrus microspilus Allen & Randall, 2005
- Pomacentrus milleri Taylor, 1964
- Pomacentrus moluccensis Bleeker, 1853
- Pomacentrus nagasakiensis Tanaka, 1917
- Pomacentrus nigriradiatus Allen & Erdmann & Pertiwi, 2017
- Pomacentrus nigromanus Weber, 1913
- Pomacentrus nigromarginatus Allen, 1973
- Pomacentrus opercularis (Gunther)
- Pomacentrus opisthostigma Fowler, 1918
- Pomacentrus pavo (Bloch, 1787)
- Pomacentrus philippinus Evermann & Seale, 1907
- Pomacentrus pikei Bliss, 1883
- Pomacentrus polyspinus Allen, 1991
- Pomacentrus proteus Allen, 1991
- Pomacentrus reidi Fowler & Bean, 1928
- Pomacentrus rodriguesensis Allen and Wright, 2003 -- Demoiselle de Rodrigues
- Pomacentrus saksonoi Allen, 1995
- Pomacentrus similis Allen, 1991
- Pomacentrus simsiang Bleeker, 1856
- Pomacentrus smithi Fowler & Bean, 1928
- Pomacentrus spilotoceps Randall, 2002
- Pomacentrus stigma Fowler & Bean, 1928
- Pomacentrus sulfureus Klunzinger, 1871
- Pomacentrus taeniometopon Bleeker, 1852
- Pomacentrus trichrourus Günther, 1867
- Pomacentrus trilineatus Cuvier, 1830
- Pomacentrus tripunctatus Cuvier, 1830
- Pomacentrus vaiuli Jordan & Seale, 1906
- Pomacentrus vatosoa Frable & Tea, 2019
- Pomacentrus wardi Whitley, 1927
- Pomacentrus xanthosternus Allen, 1991
- Pomacentrus yoshii Allen & Randall, 2004

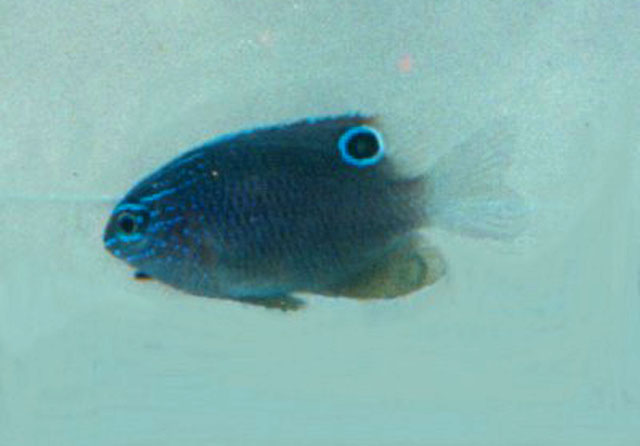
Pomacentrus adelus
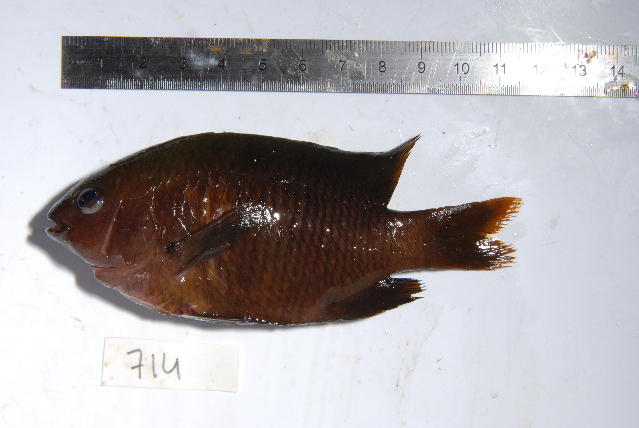
Pomacentrus agassizii
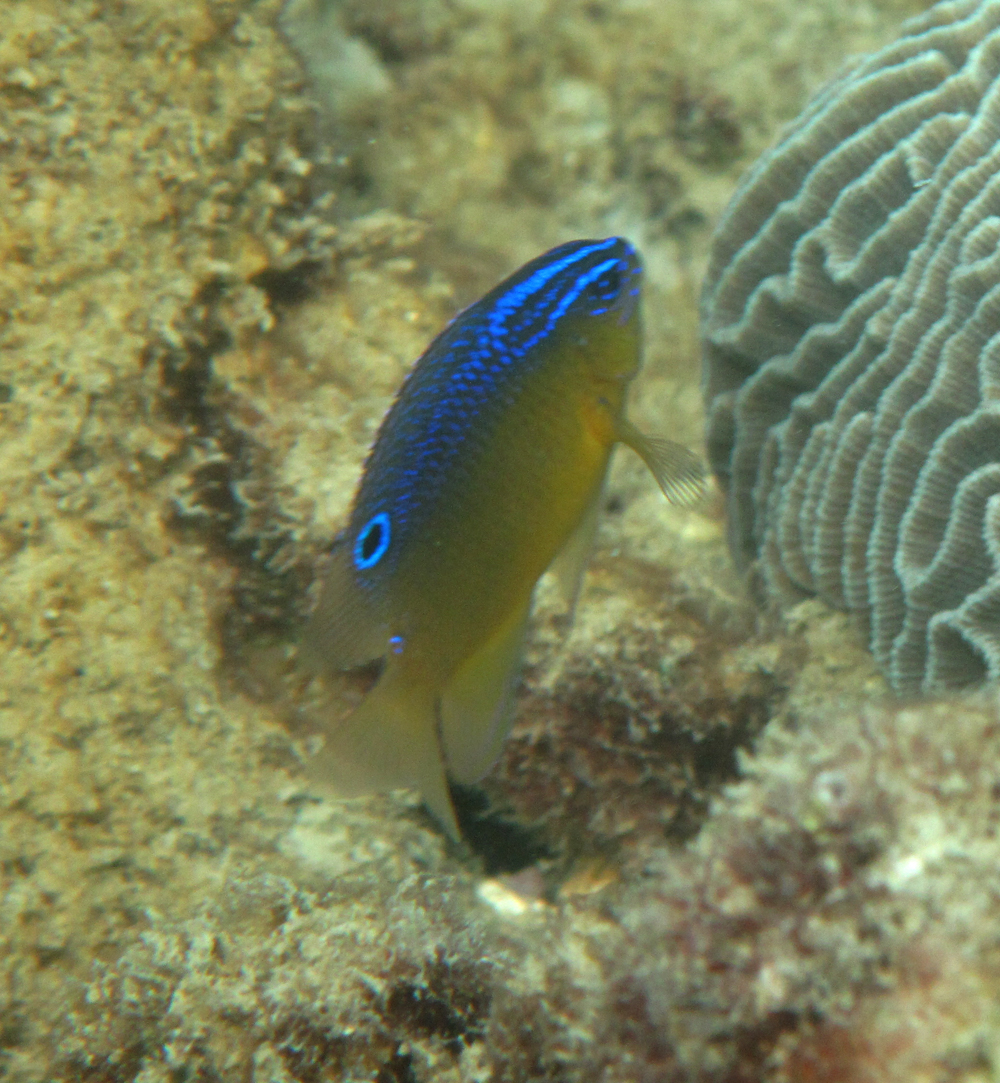
Pomacentrus aquilus
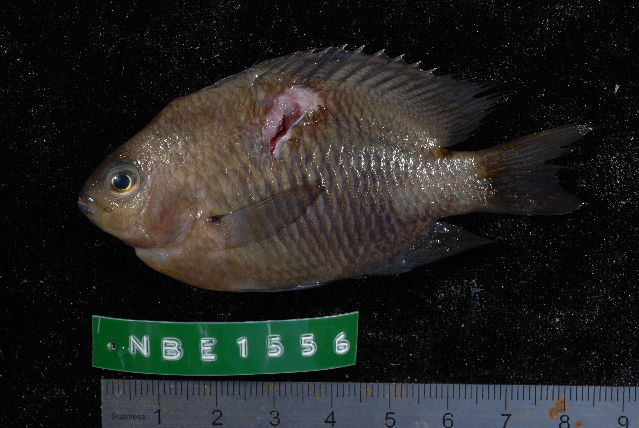
Pomacentrus arabicus
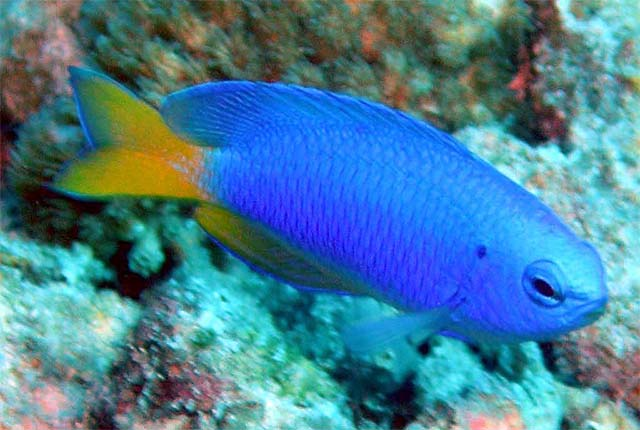
Pomacentrus auriventris
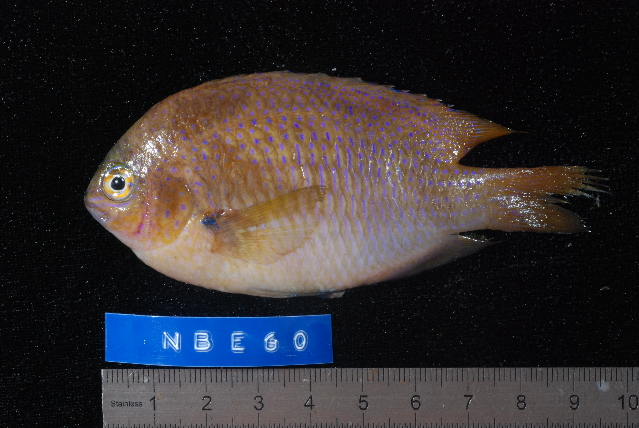
Pomacentrus baenschi
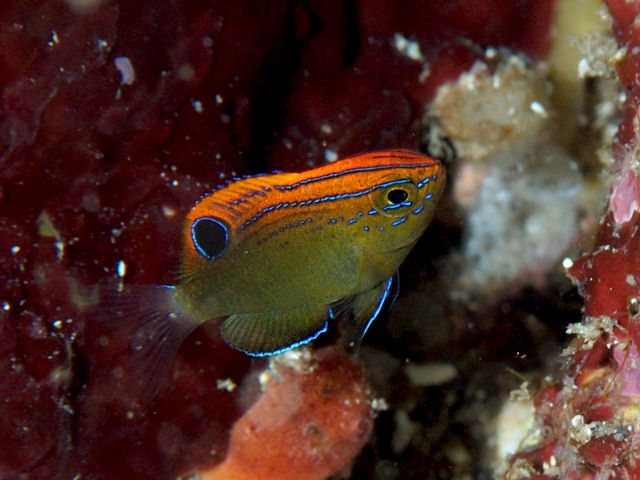
Pomacentrus bankanensis
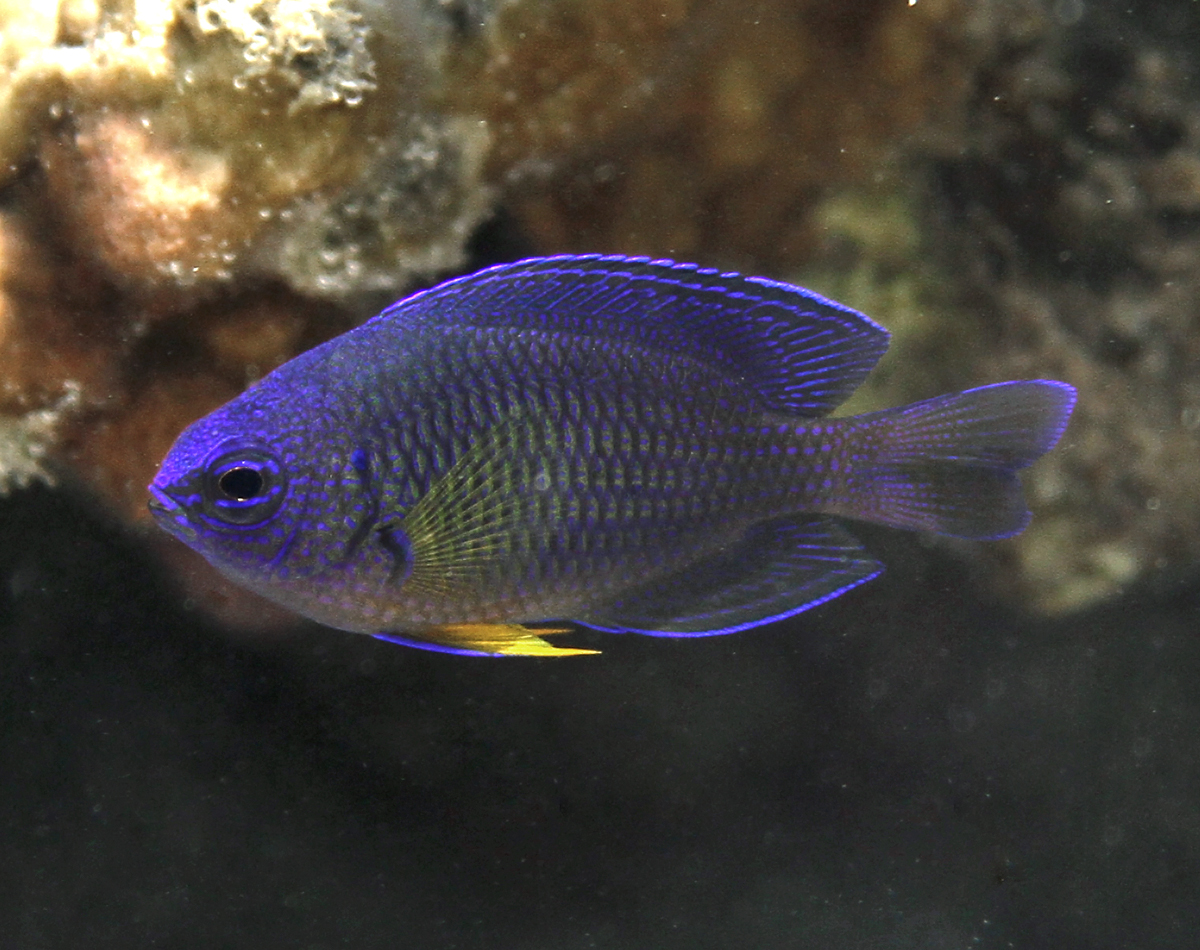
Pomacentrus caeruleopunctatus
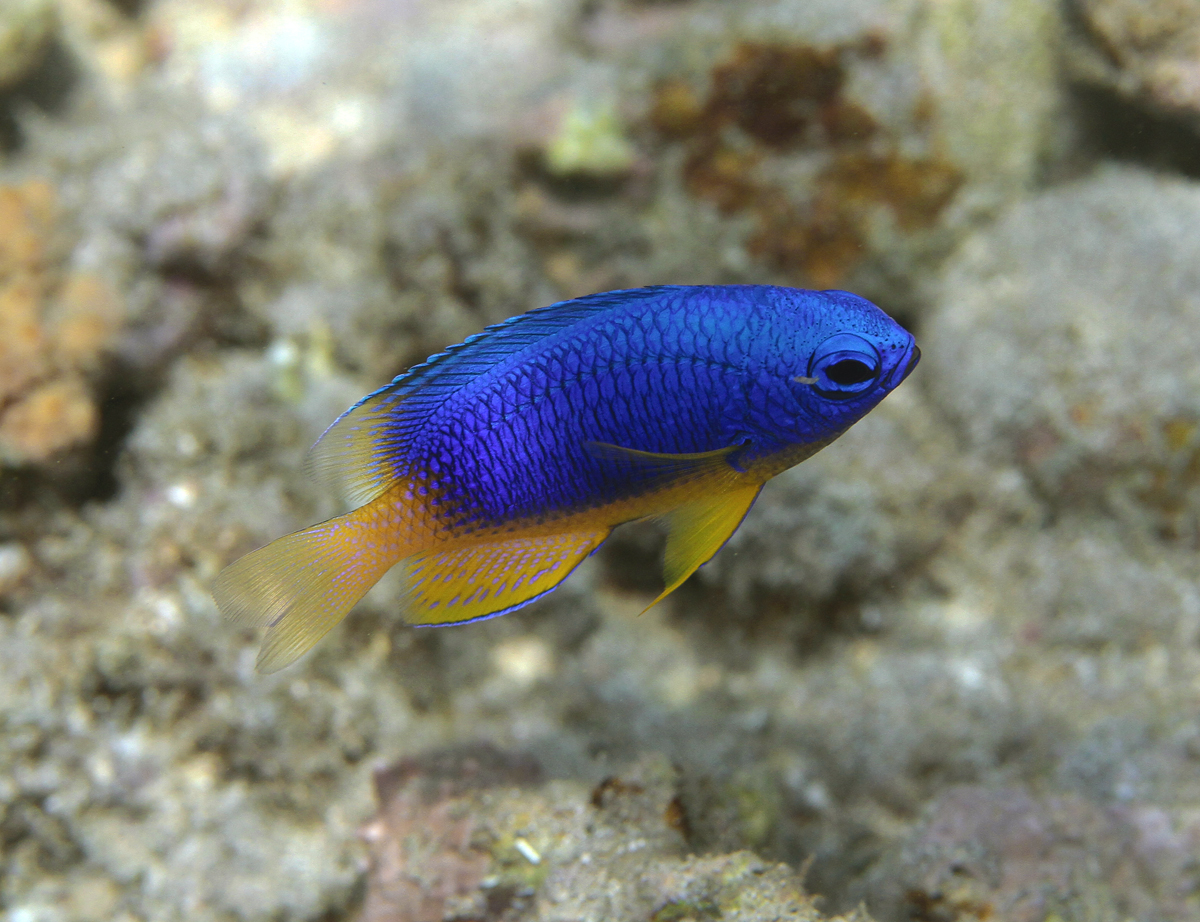
Pomacentrus caeruleus
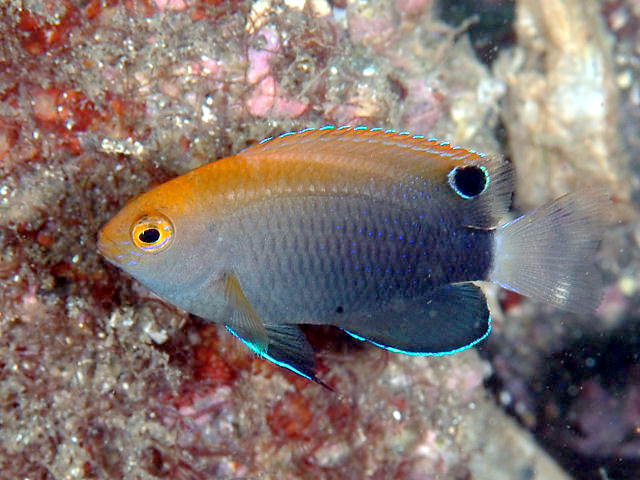
Pomacentrus chrysurus
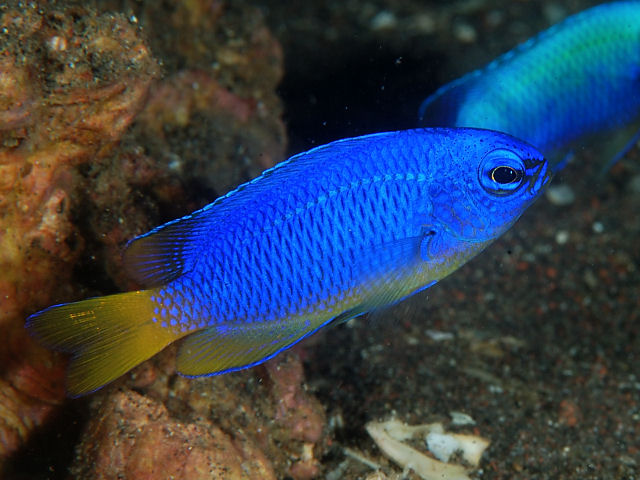
Pomacentrus coelestis
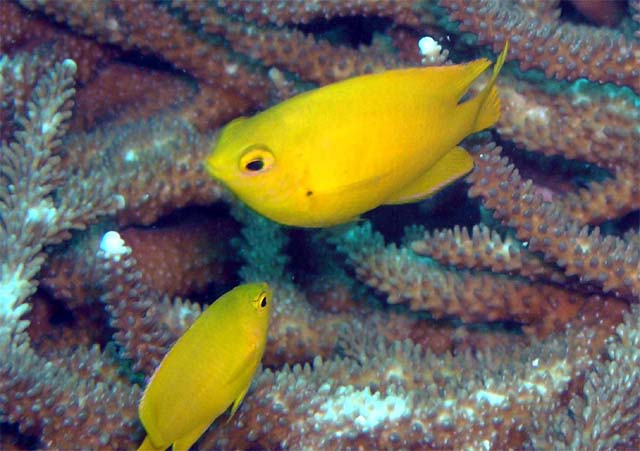
Pomacentrus moluccensis
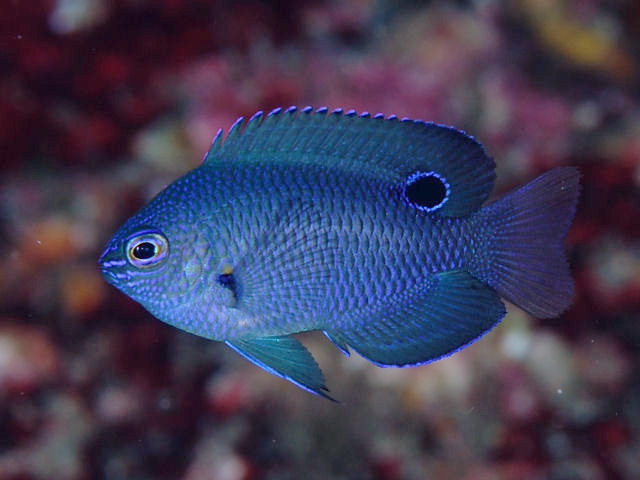
Pomacentrus nagasakiensis
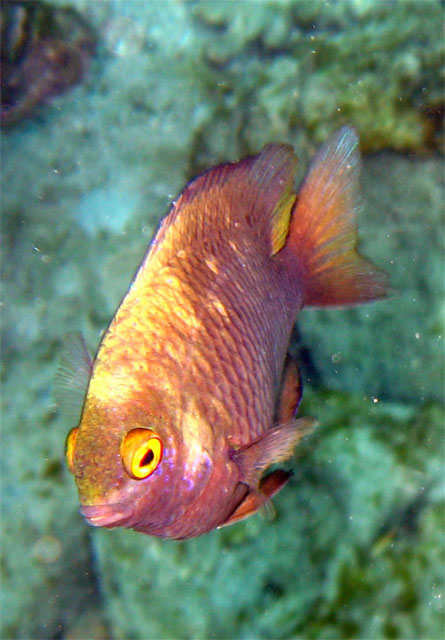
Pomacentrus smithi
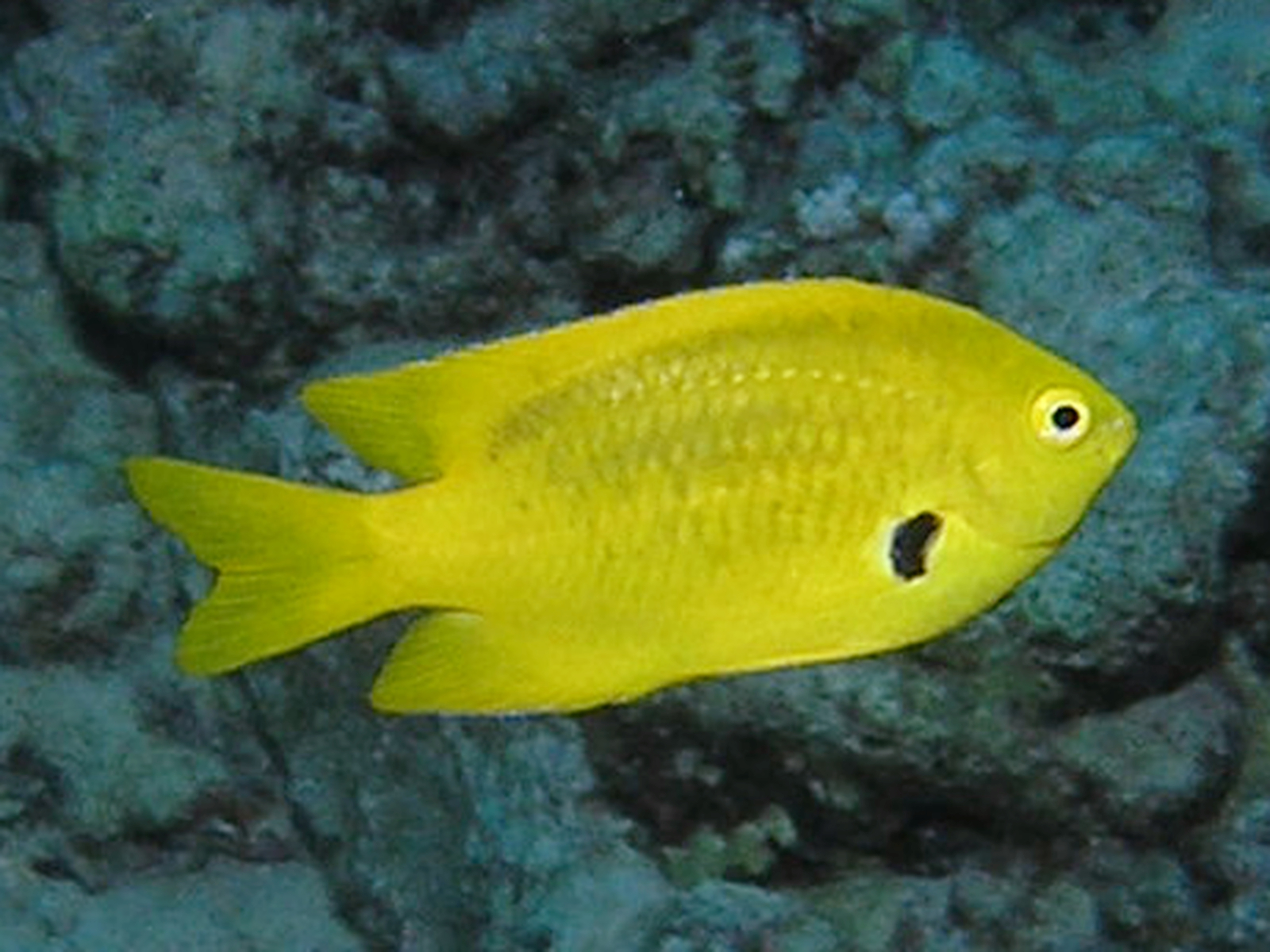
Pomacentrus sulfureus
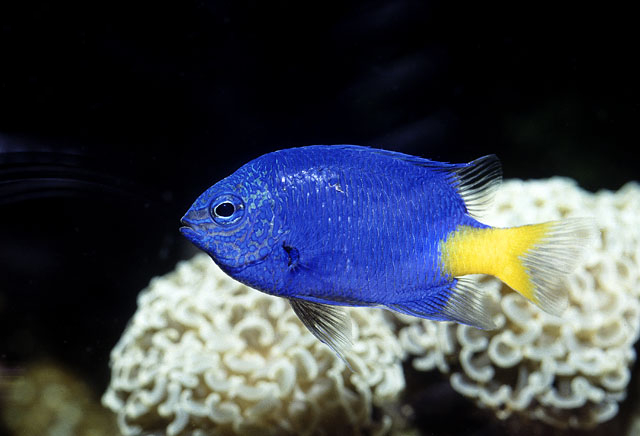
Pomacentrus trichourus
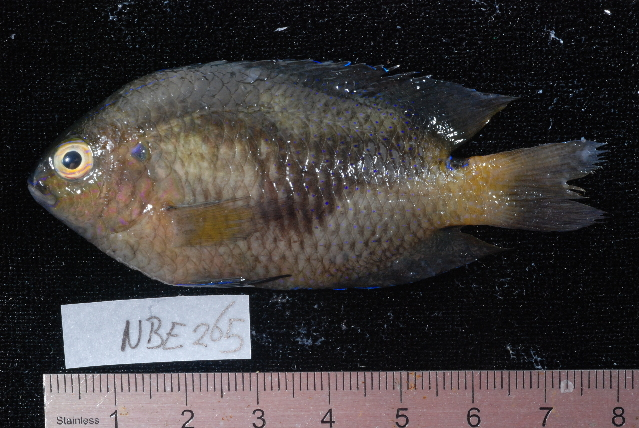
Pomacentrus trilineatus
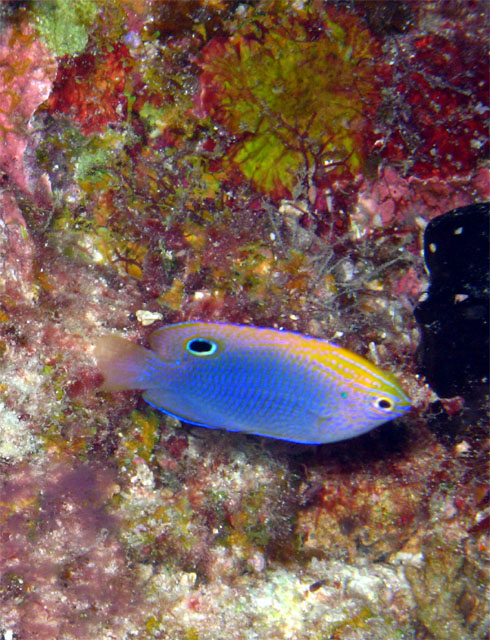
Pomacentrus vaiuli